# Leah Renee Cudmore
Leah Renee Cudmore (Toronto, 1º ottobre 1985) è un'attrice, doppiatrice e cantante canadese.

## Biografia
Nota anche come Leah Cudmore e Leah Renee, è attiva nel mondo televisivo e cinematografico. Dopo varie apparizioni minori in film e serie televisive, nel 2011 acquisisce notorietà venendo scritturata come una delle protagoniste della serie The Playboy Club, dove interpreta la coniglietta Alice.
Da cantante, pubblica il suo primo singolo nel febbraio 2009, intitolato iBF (Imaginary Boyfriend), incluso nel suo primo album, Storybook, pubblicato qualche mese più tardi e formato da 11 brani ai quali contribuì alla composizione.

## Filmografia

### Cinema
- Interstate 60 (Interstate 60: Episodes of the Road), regia di Bob Gale (2002)
- Childstar, regia di Don McKellar (2004)
- Stag, regia di Brett Heard (2013)
- Best Thanksgiving Ever, regia di J. David Shapiro (2016)

### Televisione
- I Was a Sixth Grade Alien – serie TV, episodio 1x20 (1999)
- Blue Murder – serie TV, episodi 2x06 e 4x04 (2001, 2004)
- Witchblade – serie TV, episodio 2x01 (2002)
- Soul Food – serie TV, episodio 3x03 (2002)
- Jasper, Texas - La città dell'odio (Jasper, Texas), regia di Jeffrey W. Byrd – film TV (2003)
- Street Time – serie TV, episodio 1x15 (2003)
- Alla corte di Alice – serie TV, episodio 1x03 (2004)
- Degrassi: The Next Generation – serie TV, episodi 4x11 e 4x12 (2004)
- Kevin Hill – serie TV, episodio 1x21 (2005)
- Missing (1-800-Missing) – serie TV, episodio 3x07 (2005)
- The Snow Queen, regia di Julian Gibbs – film TV (2005)
- At the Hotel – miniserie TV, episodio 1x03 (2006)
- 11 Cameras – serie TV, episodio 1x01 (2006)
- Runaway - In fuga (Runaway) – serie TV, 9 episodi (2006)
- MVP – serie TV, 4 episodi (2008)
- Che fatica fare la star! (True Confessions of a Hollywood Starlet), regia di Tim Matheson – film TV (2008)
- La piccola moschea nella prateria – serie TV, episodio 3x03 (2008)
- Family Biz – serie TV, episodio 1x14 (2009)
- Blue Mountain State – serie TV, 5 episodi (2010-2011)
- La mia babysitter è un vampiro – serie TV, episodio 1x02 (2011)
- The Playboy Club – serie TV, 7 episodi (2011)
- Joey Dakota – film TV (2012)
- Satisfaction – serie TV, 13 episodi (2013)
- Working the Engels – serie TV, episodio 1x09 (2014)
- Mission Control, regia di Don Scardino – film TV (2014)
- Grimm – serie TV episodio 4x16 (2015)
- Un amore da favola (Love by the Book), regia di David S. Cass Sr. – film TV (2015)
- Un amore sul ghiaccio (Snowcapped Christmas), regia di Christie Will Wolf e Christie Will – film TV (2016)
- Brezza d'amore (Sailing Into Love), regia di Lee Friedlander – film TV (2019)

### Cortometraggi
- L5: First City in Space, regia di Toni Myers e Allan Kroeker – corto (1996)

### Doppiatrice
- Allacciate le cinture! Viaggiando si impara (The Magic School Bus) – serie animata, episodio 4x07 (1997)
- Franklin – serie animata, 39 episodi (1997-2004)
- Vicini terribili (Stickin' Around) – serie animata, episodio 3x12 (1998)
- Franklin and the Green Knight: The Movie, regia di John van Bruggen – film di animazione (2000)
- Anne of Green Gables: The Animated Series – serie animata, episodio 1x05 (2001)
- Santa Claus va in pensione (The Santa Claus Brothers), regia di Mike Fallows – film di animazione (2001)
- Back to School with Franklin, regia di Arna Selznick – film di animazione (2003)
- Franklin et le trésor du lac, regia di Dominique Monfery – film di animazione (2006)
- Franklin's Great Adventures – videogioco (2006)
- La crescita di Creepie (Growing Up Creepie) – serie animata, 10 episodi (2006-2008)
- Evviva Sandrino! (Busytown Mysteries) – serie animata, 12 episodi (2007-2010)

## Doppiatrici italiane
- Gea Riva in Witchblade, La mia babysitter è un vampiro
- Valentina Favazza in Un amore da favola
- Gemma Donati in Runaway - In fuga

Da doppiatrice è sostituita da: 
- Sonia Mazza in Franklin
- Ilaria Latini in La crescita di Creepie